# John Hammersley
John Hammersley   (Helensburgh, 21 de març de 1920 - Oxford, 2 de maig de 2004) va ser un matemàtic i estadístic britànic.

## Vida i obra
Tot i haver nascut a Escòcia el 1920, la família es va traslladar el 1925 a Londres, on el seu pare era executiu d'una empresa siderúrgica nord-americana. Va ser escolaritzat a diferents escoles del Regne Unit fins que el 1939 va ingressar a l'Emmanuel College de la universitat de Cambridge. L'any següent, a causa de la Segona Guerra Mundial, va interrompre els estudis per a fer el servei militar a la Royal Artillery, essent destinat finalment a les instal·lacions de defensa aèria de Lydstep on va desenvolupar nous mètodes de predicció de trajectòries d'avions i de bombes aèries i en el qual es va llicenciar amb el grau de major. Acabada la guerra, va retornar a la universitat de Cambridge, en la qual es va graduar el 1948.
El 1948 va ser nomenat assistent de recerca a la universitat d'Oxford en la qual va romandre fins al 1955, quan va ser nomenat oficial de recerca de l'Establiment de recerca atòmica de Harwell. El 1959 va retornar a Oxford com oficial de recerca de l'institut d'economia i estadística i on va romandre fins a la seva jubilació el 1987. Durant molts anys, va mantenir una estreta col·laboració estival amb Jerzy Neyman de la universitat de Califòrnia a Berkeley.
Hammersley va publicar més de 140 obres científiques entre articles, monografies i llibres, entre les quals destaca la seva monografia Monte Carlo Methods (1964) que es va convertir en el llibre de text estàndard sobre el mètode de Montecarlo durant molts anys i reeditat en nombroses ocasions. Hammersley va ser un dels primers matemàtics en desafiar la tradicional separació entre matemàtiques pures i matemàtiques aplicades. És recordat pels seus treballs en teoria de la percolació, en procesos estocàstics sub-additius i en camins auto-evitants i el problema del monòmer-dímer, a més, de en el mètode de Montecarlo, com ja s'ha dit abans.